# Frauenprießnitz
Frauenprießnitz település Németországban, azon belül Türingiában. Lakosainak száma 792 fő (2023. december 31.). Frauenprießnitz Schkölen és Thierschneck községekkel határos.

## Népesség
A település népességének változása:
| Lakosok száma | 847  | 844  | 813  | 814  | 792  |
|               | 2017 | 2019 | 2021 | 2022 | 2023 |